# Kristoffer Helmuth
Kristoffer Helmuth (født 4. april 1989 på Amager) er en dansk skuespiller. Han blev uddannet på Skuespillerskolen i Odense 2011-2015 og debuterede som Nicolaj i Nøddebo Præstegård på Folketeatret i 2013. Han modtog i 2016 Årets Reumert for sin optræden i Lad den rette komme ind og Brødrene Løvehjerte på Odense Teater.

## Privat
Han er søn af skuespillerne Mikael Helmuth og Rikke Bendsen,  barnebarn af Frits Helmuth og oldebarn af Osvald Helmuth og er dermed fjerde generation i skuespillerfamilien Helmuth. Han er også nevø til skuespillerinden Pusle Helmuth.